# Catriona Le May Doan
Catriona Ann Le May Doan (Saskatoon, 23 de dezembro de 1970) é uma patinadora de velocidade canadense, bicampeã olímpica na distância de 500 m.